# (164791) Nicinski
(164791) Nicinski est un astéroïde de la ceinture principale.

## Description
(164791) Nicinski est un astéroïde de la ceinture principale. Il fut découvert le 20 mars 1999 à l'observatoire d'Apache Point par le programme Sloan Digital Sky Survey. Il présente une orbite caractérisée par un demi-grand axe de 2,36 UA, une excentricité de 0,18 et une inclinaison de 2,4° par rapport à l'écliptique.

## Compléments